# جنا پرسلی
جنا پرسلی (انگلیسی: Jenna Presley؛ زادهٔ ۱ آوریل ۱۹۸۷) بازیگر پورنوگرافی پیشین اهل ایالات متحده آمریکا است.

## نگارخانه

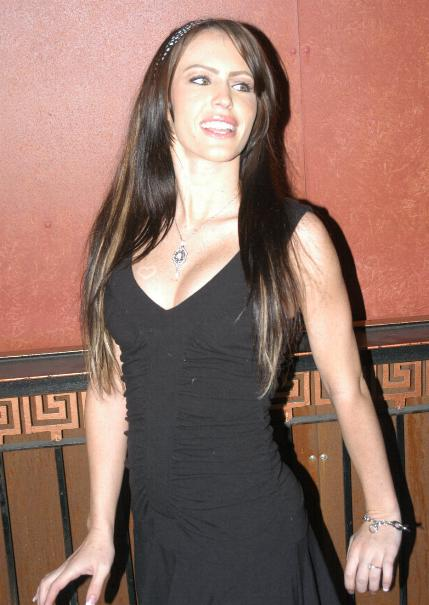
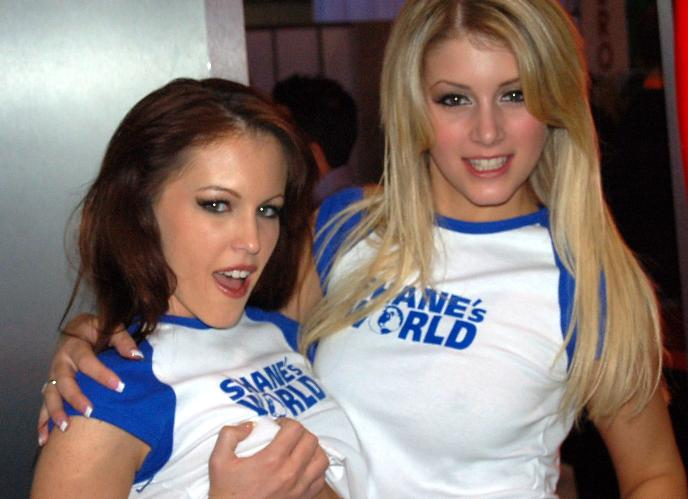
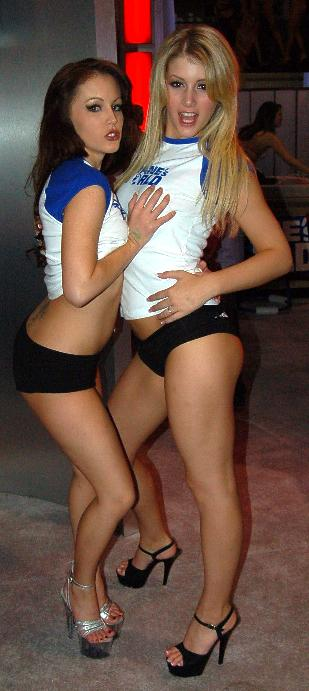
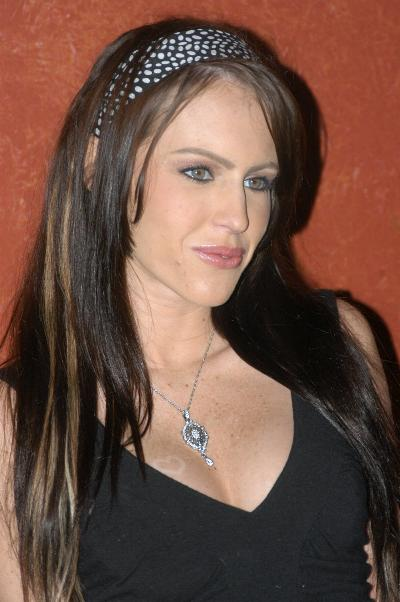
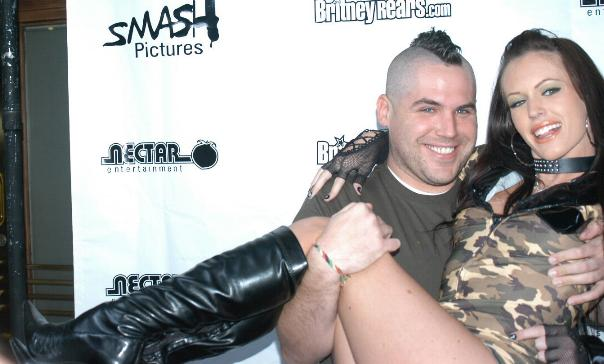
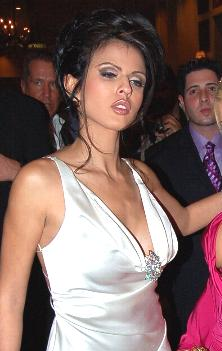